# Centre d'Esports Sabadell Futbol Club (femení)
La secció de futbol femení del Centre d'Esports Sabadell va ser fundada l'any 1982. Actualment competeix a la Primera catalana, la sisena categoria del futbol estatal. Al seu palmarès figuren una Copa de la Reina, dos subcampionats de la mateixa competició i un subcampionat de Lliga. La secció juga els seus partits al Poliesportiu Olímpia de Sabadell.

## Història
El CE Sabadell va ser un dels fundadors de la Lliga el 1988. Des de la primera temporada va transitar pels primers llocs d'aquesta competició i mai no va perdre la categoría. Durant els primers anys no va arribar cap títol, ja que el seu èxit més gran va ser la final de la Copa de la Reina de la temporada 1991-92.
Els seus millors moments els va viure durant les temporades 2002-03 i 2003-04. A la temporada 2002-03 es va proclamar per primera (i única) vegada campió de la Copa de la Reina. A la temporada 2003-04 va aconseguir el subcampionat de Copa i el subcampionat de Superlliga, tot i que no va aconseguir endur-se'n cap dels dos títols.
Malgrat els èxits esportius, la secció va patir una forta crisi econòmica que va obligar el Club a retirar l'equip de Superlliga de la competició a la meïtat de la temporada 2005-06. L'equip filial va continuar a la competició a la Primera Nacional, Grup 3 (actual Segona Divisió), però va acabar perdent la categoria per la via esportiva.
A partir de la temporada 2006-07 el CE Sabadell va sobreviure amb pretensions molt més modestes a les categories inferiors del futbol català, amb ascensos i descensos constants. Des de la temporada 2012-13 va iniciar un cicle positiu ascendint primer a la Regional Preferent catalana, màxima categoria del futbol femení català i tercera categoria absoluta del futbol femení espanyol, i la temporada 2015-16 a la Segona divisió.

## Classificacions en Lliga
Font: Hemeroteca de El Mundo Deportivo
| - 1988-89: Superlliga (7è) - 1989-90: Superlliga (4t) - 1990-91: Superlliga (6è) - 1991-92: Superlliga (4t) - 1992-93: Superlliga (4t) - 1993-94: Superlliga (4t) - 1994-95: Superlliga (5è) - 1995-96: Superlliga (4t) | - 1996-97: 1a Nacional, Gr. 3 (2n) - 1997-98: 1a Nacional, Gr. 3 (4t) - 1998-99: 1a Nacional, Gr. 3 (6è) - 1999-00: 1a Nacional, Gr. 3 (5è) - 2000-01: 1a Nacional, Gr. 3 (5è) - 2001-02: Superlliga (4t) - 2002-03: Superlliga (4t) - 2003-04: Superlliga (2n) | - 2004-05: Superlliga (8è) - 2005-06: Superlliga (*) - 2006-07: 1a catalana (15è) - 2007-08: 2a catalana (2n) - 2008-09: 1a catalana (15è) - 2009-10: 2a catalana (4t) - 2010-11: 1a catalana (8è) - 2011-12: 1a catalana (8è) | - 2012-13: 1a catalana (1r) - 2013-14: 1a catalana (11è) - 2014-15: Pref. catalana (5è) - 2015-16: Preferent catalana (1r) - 2016-17: 2a Divisió, Gr. 3 |

 - Campionat de Lliga 

 - Ascens 

 - Descens
(*) retirat del campionat abans de finalitzar per problemes econòmics
Entre 1996 i 2001 no va existir la Superlliga i va ser substituïda per 4 grups de Primera Nacional d'àmbit geogràfic on els campions disputaven el títol. Des de 2001 la Primera Nacional fou la segona categoria.

### Copa de la Reina
Font: Hemeroteca de El Mundo Deportivo
| - 1988-89: No classificat - 1989-90: No classificat - 1990-91: 1/8 final - 1991-92: Finalista - 1992-93: Semifinalista - 1993-94: Semifinalista - 1994-95: 1/8 final | - 1995-96: Semifinalista - 1996-97: 1/4 final - 1997-98: No classificat - 1998-99: No classificat - 1999-00: No classificat - 2000-01: No classificat - 2001-02: Semifinalista | - 2002-03: Campió - 2003-04: Finalista - 2004-05: 1/4 final - 2005-06: No classificat - 2006-07: No classificat - 2007-08: No classificat - 2008-09: No classificat | - 2009-10: No classificat - 2010-11: No classificat - 2011-12: No classificat - 2012-13: No classificat - 2013-14: No classificat - 2014-15: No classificat - 2015-16: No classificat |

 - Campionat de Copa

## Jugadores destacades[calcitació]
| Sonia Bermúdez - Priscila Borja - Marta Cubí - Susana Guerrero | - Adriana Martín - Yolanda Mateos - Ángeles Parejo - Laura del Río - Patricia Ballesteros |

## Dades del club
- Temporades a Primera Categoria (18): 1988-89 a 2005-06
- Temporades a Segona Divisió (1): 2016-17
- Temporades a categories regionals (10): 2006-07 a 2015-16

## Palmarès
- Copa de la Reina (1):  2002-03
- Subcampionat Lliga (1): 2003-04
- Subcampionat Copa de la Reina (2): 1991-92, 2003-04
- Campionat a categories regionals (2):   2012-13, 2015-16